# الحمض النووي المقفل

التركيب الكيميائي لمونومر LNA عبارة عن جسر إضافي يربط الأكسجين 2' والكربون 4' من البنتوز

الحمض النووي المقفل ( LNA )، المعروف أيضًا باسم الحمض النووي الجسري (BNA)،  ويشار إليه غالبًا باسم RNA الذي لا يمكن الوصول إليه ، هو نيوكليوتيدات RNA معدلة حيث يتم تعديل شاردة الريبوز بواسطة جسر إضافي يربط الأكسجين 2'. و الكربون 4'.
"يقفل" الجسر الريبوز في شكل 3'- إندو (شمال)، والذي يوجد غالبًا في الدوبلكس على شكل A. يوفر هذا الهيكل زيادة الاستقرار ضد التدهور الأنزيمي.    
يوفر LNA أيضًا خصوصية وألفة محسنة في الاقتران الأساسي كمونومر أو أحد مكونات قليل النوكليوتيد.  يمكن خلط نيوكليوتيدات LNA مع بقايا DNA أو RNA في قليل النوكليوتيد.

## الميزات
يوفر LNA استقرارًا حيويًا معززًا مقارنة بالأحماض النووية البيولوجية الطبيعية. لقد أظهرت قليلات النوكليوتيدات المعدلة من LNA تحسنًا في الديناميكا الحرارية في التهجين إلى RNA وssDNA وdsDNA . 

## التطبيقات

### الإنزيمات LNA
يمكن تعديل إنزيمات الريبوزيم منزوع الاكسجين لتشمل بقايا الحمض النووي المقفل LNA، مما يؤدي إلى إنتاج إنزيمات LNA (إنزيمات DNA المعدلة بـ LNA). قليلات النوكليوتيدات المعدلة هذه، مثل أقاربها من إنزيم الدنا، هي عمومًا نوكليوتيدات داخلية ترتبط بتسلسلات مستهدفة معينة من الحمض النووي الريبي (RNA) وتقطع رابطة الفوسفوديستر الموجودة بين النيوكليوتيدات. 
ومع ذلك، فإنها تظهر انقسامًا أكثر كفاءة لرابطة الفوسفوديستر مقارنة بنظيراتها غير المعدلة. 
يؤدي تعديل أذرع التعرف على الركيزة من إنزيمات الحمض النووي باستخدام مونومرات الحمض النووي المقفل LNA إلى إنتاج إنزيم LNA يتعرف على فيروس كوكساكي A21 (CAV-21) ويشق تسلسل الحمض النووي الريبي (RNA) المستهدف الخاص به مشابهًا للتسلسل الموجود في المنطقة غير المترجمة 5' (5' UTR) للفيروس الأنفي البشري -14 ( هرف-14)؛ وهو تسلسل غير معترف به بواسطة إنزيمات DNA غير المعدلة. 

### العلاجات
يعد استخدام قليلات النوكليوتيدات المعتمدة على الحمض النووي المقفل LNA علاجيًا مجالًا ناشئًا في مجال التكنولوجيا الحيوية .  تم تقييم مجموعة متنوعة من قليلات نوكليوتيدات LNA من حيث خصائصها الدوائية والسمية.
خلصت الدراسات إلى أن سمية الحمض النووي المقفل LNA مستقلة عمومًا عن تسلسل قليل النوكليوتيد، وتعرض ملف تعريف أمان تفضيليًا للتطبيقات العلاجية القابلة للترجمة. 
تمت دراسة الحمض النووي المقفل LNA لخصائصه العلاجية في علاج السرطان والأمراض المعدية. تم تطوير جزيء مضاد للفيروسات في الحمض النووي المقفل، يسمى SPC2996، لاستهداف ترميز mRNA لبروتين Bcl-2 oncoprotein، وهو بروتين يمنع موت الخلايا المبرمج في خلايا سرطان الدم الليمفاوية المزمنة (CLL).
أظهرت التجارب السريرية للمرحلتين الأولى والثانية انخفاضًا يعتمد على الجرعة في خلايا CLL المنتشرة في حوالي 30% من عينة السكان، مما يشير إلى مزيد من التحقيق في SPC2996. 
تم تطبيق الحمض النووي المقفل LNA أيضًا على ميرافيرسن ، وهو علاج تجريبي مخصص لعلاج التهاب الكبد الوبائي C ، ويشكل تسلسل فوسفوروثيويت مكون من 15 نيوكليوتيد مع خصوصية ربط لـ MiR-122 ( حمض ريبوزي نووي ميكروي معبرًا عنه في خلايا الكبد ).  

### الكشف والتشخيص
يسمح PCR الخاص بالأليل باستخدام الحمض النووي المقفل LNA بتصميم بادئات أقصر، دون المساس بخصوصية الارتباط. 
تم دمج الحمض النووي المقفل LNA في التهجين الموضعي (FISH) .  FISH هي تقنية شائعة تستخدم لتصور المواد الوراثية في مجموعة متنوعة من الخلايا، لكن الدراسات أشارت إلى أن هذه التقنية كانت محدودة بسبب انخفاض كفاءة التهجين.
على العكس من ذلك، أظهرت المجسات المدمجة القاىمة على LNA زيادة كفاءة التهجين في كل من DNA وRNA . أدى تحسين كفاءة FISH المدمج في LNA إلى تحليل FISH للكروموسوم البشري، وعدة أنواع من الخلايا غير البشرية، والمصفوفات الدقيقة. 
تم إجراء فحوصات التنميط الجيني LNA أيضًا، خصيصًا للكشف عن طفرة في البروتين الدهني B . 
نظرًا لقابليته العالية للتمييز غير المتطابق، تمت دراسة الحمض النووي المقفل LNA لتطبيقاته في أدوات التشخيص. تم إدخال تحقيقات LNA المعطلة في اختبار التنميط الجيني المتعدد SNP . 

### تحرير الجينات
يمكن استخدام ssODNs المعدلة بـ LNA (قليلات النوكليوتيدات للحمض النووي المفرد التي تقطعت بهم السبل) مثل ssODNs العادية لتحرير الجينات أحادية القاعدة.
إن استخدام الحمض النووي المقفل LNA في موقع التعديل المقصود أو بالقرب منه يوفر تجنب إصلاح عدم تطابق الحمض النووي بسبب الاستقرار الديناميكي الحراري العالي الذي يتمتع به. 

## التوليف
كان فريق أوبيكا وآخرون أول من قام بتصنيع LNA كيميائيًا في عام 1997،  وتلاهم بشكل مستقل مجموعة جيسبر وينجل في عام 1998.  أصبح هذا ممكنًا بعد أن وضع زامنيك وستيفنسون الأساس لإمكانية أن تكون قليلات النوكليوتيدات عوامل عظيمة للتحكم في التعبير الجيني في عام 1978.  حتى الآن، تبين أن هناك نهجين مختلفين، يشار إليهما بالاستراتيجيات الخطية والمتقاربة على التوالي، ينتجان LNAs عالي الإنتاجية وفعال. تم تفصيل الإستراتيجية الخطية للتوليف لأول مرة في أعمال أوبيكا و رفاقه.  في هذا النهج، يمكن استخدام اليوريدين (أو أي نوكليوسيد RNA متاح بسهولة) كمادة أولية. تتطلب الإستراتيجية المتقاربة تخليق سكر وسيط يخدم متبرع الجليكوزيل الضروري للاقتران مع القواعد النووية . بشكل عام، يتم استخدام جلوكوز-D لإنتاج السكر الوسيط الذي يتم تفاعله لاحقًا مع القواعد النووية باستخدام إجراء التقديمات المعدلة التي تسمح بالاقتران الانتقائي المجسم. 
ظلت إضافة أجزاء مختلفة ممكنة مع الحفاظ على الخصائص الفيزيائية والكيميائية الرئيسية مثل الألفة العالية والخصوصية الواضحة في LNA المركب في الأصل.  يتم تصنيع هذه الأوليجومرات كيميائيًا وهي متاحة تجاريًا.

### الاندماج في DNA/RNA
يمكن دمج LNA في DNA وRNA باستخدام اختلاط بعض بوليميرات DNA وRNA. بوليميريز الحمض النووي فيوجن، وهو إنزيم مصمم تجاريًا يعتمد على بوليميريز الحمض النووي Pfu ، يدمج LNA بكفاءة في الحمض النووي. 